# New Zealand State Highway 31
Der New Zealand State Highway 31 (auch State Highway 31 oder in Kurzform SH 31) ist eine Fernstraße von nationalem Rang im Westen der Nordinsel von Neuseeland.

## Strecke
Der SH 31 zweigt bei Otorohanga vom New Zealand State Highway 3 ab und führt in nördlicher Richtung bis hinter die Ansiedlung Tihiroa. Von dort führt er nach Westen, während der New Zealand State Highway 39 weiter nach Norden in Richtung Hamilton führt. Der SH 31 stellt eine Verbindung zur Küste her, am Kawhia Harbour entlang, und endet bei der Ortschaft Kawhia.